# کلیسای جامع چفالو
کلیسای جامع چفالو (ایتالیایی: Duomo di Cefalù) یک بازیلیکای کاتولیک در چفالو، سیسیل است. این مکان یکی از نُه سازه‌ای است که به عنوان پالرموی عرب-نورمن و کلیساهای جامع چفالو و مونرئاله ثبت میراث جهانی یونسکو شدند.
این کلیسای جامع میان سال‌های ۱۱۳۱ تا ۱۲۴۰ در سبک معماری نورمنی ساخته شد زیرا جزیره سیسیل در سال ۱۰۹۱ توسط نورمن‌ها فتح شد. بنا به سنت، ساختمان کمی پس از وقتی که پادشاه سیسیل، راجر دوم یک سوگند مقدس یاد کرد، زیرا که از توفان فرار کرد و به ساحل شهر آمد، ساخته شد. این ساختمان یک شخصیت دژ-مانند دارد و اگر از فاصله دور دیده شود، نمای هوایی شهر قرون وسطایی را می‌پوشاند. 

## تاریخ

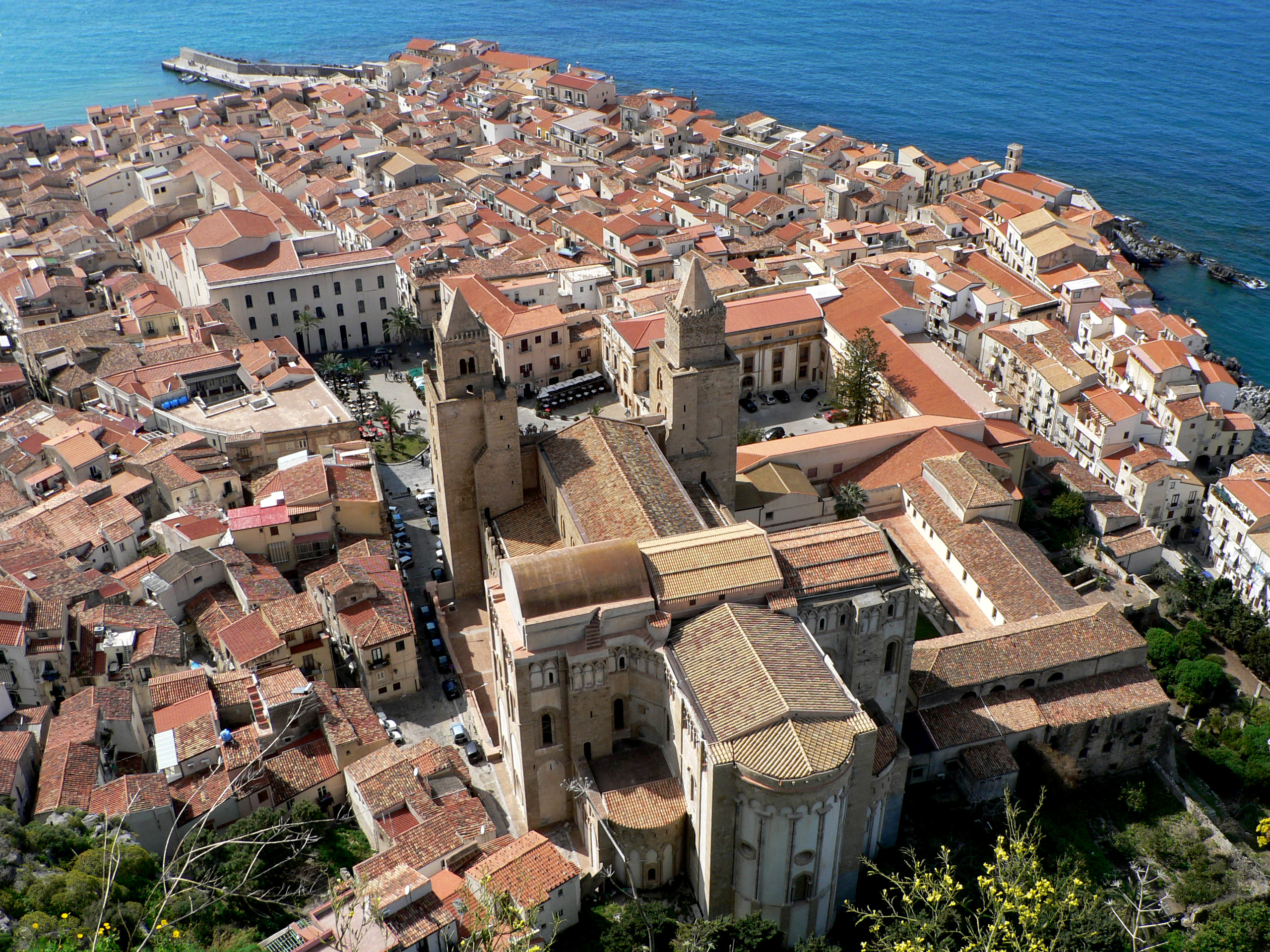
کلیسای جامع چفالو میان شهر

کلیسای جامع در یک منطقه پرجمعیت ساخته شد ووجود یک جاده رومی و یک موزاییک پارینه-مسیحی گواه آن است. ساخت و ساز در سال ۱۱۳۱ آغاز گشت، موزائیک‌ها در سال ۱۱۴۵ قرار گرفتند و در همان سال، راجر دوم یک تابوت به عنوان آرامگاه برای خودش و همسرش در همان جا قرار داد. پس از ۱۱۷۲ کلیسا شاهد یک دوران افول شد. در سال ۱۲۱۵، فریدریش دوم، امپراتور مقدس روم، دو تابوت را به کلیسای جامع پالرمو برد. کمی پس از آن ساخت و ساز کلیسا از سر گرفت و نمای خارجی در سال ۱۲۴۰ تکمیل شد.
در سال ۱۴۷۲ یک رواق میان دو برج نمای بیرونی افزوده شد.